# Hibbertia hendersonii
Hibbertia hendersonii är en tvåhjärtbladig växtart som beskrevs av Sally T. Reynolds. Hibbertia hendersonii ingår i släktet Hibbertia och familjen Dilleniaceae. Inga underarter finns listade i Catalogue of Life.